# Campeonato Mundial de Patinação Artística no Gelo de 1997
O Campeonato Mundial de Patinação Artística no Gelo de 1997 foi a octogésima sétima edição do Campeonato Mundial de Patinação Artística no Gelo, um evento anual de patinação artística no gelo organizado pela União Internacional de Patinação (em inglês:  International Skating Union) onde os patinadores artísticos competem pelo título de campeão mundial. A competição foi disputada entre os dias 16 de março e 23 de março, no Centre Intercommunal de Glace de Malley, localizado na cidade de Lausana, Suíça.

## Eventos
- Individual masculino
- Individual feminino
- Duplas
- Dança no gelo

## Medalhistas
| Evento                        | Ouro                                     | Prata                                        | Bronze                                    |
| Individual masculino detalhes | Elvis Stojko · Canadá                    | Todd Eldredge · Estados Unidos               | Alexei Yagudin · Rússia                   |
| Individual feminino detalhes  | Tara Lipinski · Estados Unidos           | Michelle Kwan · Estados Unidos               | Vanessa Gusmeroli · Rússia                |
| Duplas detalhes               | Mandy Wötzel · Ingo Steuer · Alemanha    | Marina Eltsova · Andrei Bushkov · Rússia     | Oksana Kazakova · Artur Dmitriev · Rússia |
| Dança no gelo detalhes        | Oksana Grischuk · Evgeny Platov · Rússia | Angelika Krylova · Oleg Ovsiannikov · Rússia | Shae-Lynn Bourne · Victor Kraatz · Canadá |

## Resultados

### Individual masculino
| Pos.                                | Nome                   | Nacionalidade    | Pontos | QA | QB | PC | PL |
| ----------------------------------- | ---------------------- | ---------------- | ------ | -- | -- | -- | -- |
| Medalha de ouro                     | Elvis Stojko           | Canadá           | 3.0    | 2  |    | 4  | 1  |
| Medalha de prata                    | Todd Eldredge          | Estados Unidos   | 3.0    | 1  |    | 2  | 2  |
| Medalha de bronze                   | Alexei Yagudin         | Rússia           | 5.5    | 6  |    | 5  | 3  |
| 4                                   | Viacheslav Zagorodniuk | Ucrânia          | 7.0    | 3  |    | 6  | 4  |
| 5                                   | Ilia Kulik             | Rússia           | 7.5    |    | 2  | 3  | 6  |
| 6                                   | Andrejs Vlascenko      | Alemanha         | 10.0   | 4  |    | 10 | 5  |
| 7                                   | Michael Weiss          | Estados Unidos   | 12.5   |    | 4  | 9  | 8  |
| 8                                   | Igor Pashkevich        | Azerbaijão       | 13.0   | 5  |    | 12 | 7  |
| 9                                   | Jeffrey Langdon        | Canadá           | 14.5   |    | 5  | 11 | 9  |
| 10                                  | Takeshi Honda          | Japão            | 15.5   |    | 7  | 7  | 12 |
| 11                                  | Steven Cousins         | Reino Unido      | 19.5   |    | 9  | 17 | 11 |
| 12                                  | Eric Millot            | França           | 19.5   |    | 3  | 13 | 13 |
| 13                                  | Laurent Tobel          | França           | 20.0   |    | 6  | 20 | 10 |
| 14                                  | Cornel Gheorghe        | Romênia          | 23.0   | 8  |    | 18 | 14 |
| 15                                  | Michael Shmerkin       | Israel           | 24.0   | 11 |    | 8  | 20 |
| 16                                  | Szabolcs Vidrai        | Hungria          | 24.5   | 7  |    | 15 | 17 |
| 17                                  | Konstantin Kostin      | Letônia          | 25.0   |    | 8  | 14 | 18 |
| 18                                  | Michael Tyllesen       | Dinamarca        | 25.5   |    | 12 | 19 | 16 |
| 19                                  | Zhengxin Guo           | China            | 26.0   | 12 |    | 22 | 15 |
| 20                                  | Roman Skorniakov       | Uzbequistão      | 27.0   |    | 13 | 16 | 19 |
| 21                                  | Michael Hopfes         | Alemanha         | 31.5   |    | 10 | 21 | 21 |
| 22                                  | Anthony Liu            | Austrália        | 34.0   | 9  |    | 24 | 22 |
| 23                                  | Ivan Dinev             | Bulgária         | 35.5   | 13 |    | 23 | 24 |
| 24                                  | Patrick Meier          | Suíça            | 36.0   | 16 |    | 26 | 23 |
| WD                                  | Alexei Urmanov         | Rússia           | —      |    | 1  | 1  | —  |
| Não avançaram para o programa longo |                        |                  |        |    |    |    |    |
| 26                                  | Markus Leminen         | Finlândia        |        | 14 |    | 26 |    |
| 27                                  | Gilberto Viadana       | Itália           |        |    | 14 | 27 |    |
| 28                                  | Kyu-Hyun Lee           | Coreia do Sul    |        |    | 11 | 28 |    |
| 29                                  | Robert Grzegorczyk     | Polônia          |        |    | 15 | 29 |    |
| 30                                  | Patrick Schmit         | Luxemburgo       |        | 10 |    | 30 |    |
| 31                                  | Vakhtang Murvanidze    | Geórgia          |        | 15 |    | 31 |    |
| Não avançaram para o programa curto |                        |                  |        |    |    |    |    |
| 32                                  | Jordi Pedro            | Espanha          |        |    | 16 |    |    |
| 33                                  | Alexander Mourashko    | Bielorrússia     |        | 17 |    |    |    |
| 33                                  | Margus Hernits         | Estônia          |        |    | 17 |    |    |
| 35                                  | Karel Nekola           | República Tcheca |        | 18 |    |    |    |
| 35                                  | Daniel Hollander       | Estados Unidos   |        |    | 18 |    |    |
| 37                                  | Ferdi Skoberla         | África do Sul    |        | 19 |    |    |    |
| 37                                  | Robert Kazimir         | Eslováquia       |        |    | 19 |    |    |
| 39                                  | Youri Litvinov         | Cazaquistão      |        | 20 |    |    |    |
| 39                                  | David Liu              | Taipé Chinesa    |        |    | 20 |    |    |
| 41                                  | Richardo Olaverrieta   | México           |        | 21 |    |    |    |
| 41                                  | Florian Tuma           | Áustria          |        |    | 21 |    |    |
| 43                                  | Yan-Ho Brain Chan      | Hong Kong        |        | 22 |    |    |    |
| 43                                  | Matthew van den Broeck | Bélgica          |        |    | 22 |    |    |
| WD                                  | Armen Asoyan           | Armênia          |        |    |    |    |    |

### Individual feminino
| Pos.                                | Nome                  | Nacionalidade    | Pontos | QA | QB | PC | PL |
| ----------------------------------- | --------------------- | ---------------- | ------ | -- | -- | -- | -- |
| Medalha de ouro                     | Tara Lipinski         | Estados Unidos   | 1.5    |    | 1  | 1  | 2  |
| Medalha de prata                    | Michelle Kwan         | Estados Unidos   | 3.0    | 1  |    | 4  | 1  |
| Medalha de bronze                   | Vanessa Gusmeroli     | França           | 5.5    | 2  |    | 2  | 4  |
| 4                                   | Irina Slutskaya       | Rússia           | 5.5    | 3  |    | 6  | 3  |
| 5                                   | Maria Butyrskaya      | Rússia           | 6.0    |    | 3  | 3  | 5  |
| 6                                   | Laetitia Hubert       | França           | 10.0   | 9  |    | 7  | 7  |
| 7                                   | Krisztina Czako       | Hungria          | 10.0   | 4  |    | 5  | 8  |
| 8                                   | Julia Lautowa         | Áustria          | 14.5   |    | 5  | 11 | 6  |
| 9                                   | Julia Lavrenchuk      | Ucrânia          | 15.0   |    | 4  | 9  | 10 |
| 10                                  | Eva-Maria Fitze       | Alemanha         | 16.5   | 8  |    | 16 | 9  |
| 11                                  | Joanne Carter         | Austrália        | 16.5   | 10 |    | 10 | 12 |
| 12                                  | Olga Markova          | Rússia           | 19.0   |    | 7  | 15 | 11 |
| 13                                  | Nicole Bobek          | Estados Unidos   | 20.0   |    | 2  | 8  | 15 |
| 14                                  | Zuzanna Szwed         | Polônia          | 21.5   | 5  |    | 12 | 14 |
| 15                                  | Lucinda Ruh           | Suíça            | 22.5   |    | 6  | 18 | 13 |
| 16                                  | Lenka Kulovana        | República Tcheca | 23.5   | 7  |    | 14 | 18 |
| 17                                  | Tatiana Malinina      | Uzbequistão      | 25.0   |    | 12 | 17 | 19 |
| 18                                  | Fumie Suguri          | Japão            | 25.5   |    | 10 | 24 | 16 |
| 19                                  | Alisa Drei            | Finlândia        | 27.0   |    | 8  | 22 | 17 |
| 20                                  | Mojca Kopac           | Eslovênia        | 29.5   | 13 |    | 13 | 22 |
| 21                                  | Julia Vorobieva       | Azerbaijão       | 30.0   | 6  |    | 20 | 20 |
| 22                                  | Helena Grundberg      | Suécia           | 32.0   |    | 13 | 23 | 21 |
| 23                                  | Hanae Yokoya          | Japão            | 32.5   |    | 9  | 19 | 23 |
| WD                                  | Susan Humphreys       | Canadá           |        | 12 |    | 24 |    |
| Não avançaram para o programa longo |                       |                  |        |    |    |    |    |
| 25                                  | Lu Chen               | China            |        |    | 11 | 25 |    |
| 26                                  | Tony Bombardieri      | Itália           |        | 15 |    | 26 |    |
| 27                                  | Zuzana Paurova        | Eslováquia       |        | 14 |    | 27 |    |
| 28                                  | Marta Andrade         | Espanha          |        | 11 |    | 28 |    |
| 29                                  | Ivana Jakupcevic      | Croácia          |        |    | 15 | 29 |    |
| 30                                  | Sofia Penkova         | Bulgária         |        |    | 14 | 30 |    |
| Não avançaram para o programa curto |                       |                  |        |    |    |    |    |
| 31                                  | Valeria Trifancova    | Letônia          |        | 16 |    |    |    |
| 31                                  | Yankun Du             | China            |        |    | 16 |    |    |
| 33                                  | Valentina Gazeleridou | Grécia           |        | 17 |    |    |    |
| 33                                  | Shirene Human         | África do Sul    |        |    | 17 |    |    |
| 35                                  | Noemi Bedo            | Romênia          |        | 18 |    |    |    |
| 35                                  | Zoe Jones             | Reino Unido      |        |    | 18 |    |    |
| 37                                  | Patricia Ferriot      | Bélgica          |        | 19 |    |    |    |
| 37                                  | Min-Ju Jung           | Coreia do Sul    |        |    | 19 |    |    |
| 39                                  | Ja-Lin Weng           | Taipé Chinesa    |        | 20 |    |    |    |
| 39                                  | Kaja Hanevold         | Noruega          |        |    | 20 |    |    |
| 41                                  | Liina-Grete Lilender  | Estônia          |        | 21 |    |    |    |
| 41                                  | Rita Dolly Auyeung    | Hong Kong        |        |    | 21 |    |    |
| WD                                  | Veronika Dytrt        | Alemanha         |        |    |    |    |    |

### Duplas
| Pos.                                | Nome                                    | Nacionalidade  | Pontos | PC | PL |
| ----------------------------------- | --------------------------------------- | -------------- | ------ | -- | -- |
| Medalha de ouro                     | Mandy Wötzel / Ingo Steuer              | Alemanha       | 1.5    | 1  | 1  |
| Medalha de prata                    | Marina Eltsova / Andrei Bushkov         | Rússia         | 3.0    | 2  | 2  |
| Medalha de bronze                   | Oksana Kazakova / Artur Dmitriev        | Rússia         | 6.0    | 6  | 3  |
| 4                                   | Kyoko Ina / Jason Dungjen               | Estados Unidos | 7.0    | 5  | 4  |
| 5                                   | Jenni Meno / Todd Sand                  | Estados Unidos | 7.0    | 4  | 5  |
| 6                                   | Kristy Sargeant / Kris Wirtz            | Canadá         | 10.0   | 8  | 6  |
| 7                                   | Sarah Abitbol / Stephane Bernadis       | França         | 10.5   | 7  | 7  |
| 8                                   | Dorota Zagorska / Mariusz Siudek        | Polônia        | 13.5   | 11 | 8  |
| 9                                   | Elena Berezhnaya / Anton Sikharulidze   | Rússia         | 13.5   | 3  | 12 |
| 10                                  | Peggy Schwarz / Mirko Müller            | Alemanha       | 14.5   | 9  | 10 |
| 11                                  | Xue Shen / Hongbo Zhao                  | China          | 16.0   | 14 | 9  |
| 12                                  | Marina Khaltourina / Andrei Krioukov    | Cazaquistão    | 16.0   | 10 | 11 |
| 13                                  | Silvia Dimitrova / Rico Rex             | Alemanha       | 19.0   | 12 | 13 |
| 14                                  | Marie-Claude Savard-Gagnon / Luc Bradet | Canadá         | 21.5   | 15 | 14 |
| 15                                  | Stephanie Stiegler / John Zimmerman     | Estados Unidos | 21.5   | 13 | 15 |
| 16                                  | Danielle McGrath / Stephen Carr         | Austrália      | 24.0   | 16 | 16 |
| 17                                  | Elaine Asanakis / Joel McKeever         | Grécia         | 26.0   | 18 | 17 |
| 18                                  | Elena Belousovskaya / Stanislav Morozov | Ucrânia        | 26.5   | 17 | 18 |
| 19                                  | Svetlana Plachonina / Dmitri Kaplun     | Bielorrússia   | 28.5   | 19 | 19 |
| 20                                  | Elena Sirokhvatova / Oleg Shliakhov     | Letônia        | 30.0   | 20 | 20 |
| 21                                  | Inga Rodionova / Alexander Anichenko    | Azerbaijão     | 32.0   | 22 | 21 |
| 22                                  | Jekaterina Nekrassova / Valdis Mintals  | Estônia        | 34.0   | 24 | 22 |
| 23                                  | Maria Krasiltseva / Alexander Chestnikh | Armênia        | 34.5   | 23 | 23 |
| WD                                  | Lesley Rogers / Michael Aldred          | Reino Unido    |        | 21 |    |
| Não avançaram para o programa longo |                                         |                |        |    |    |
| 25                                  | Elena Ershova / Evgeni Sviridov         | Uzbequistão    |        | 25 |    |

### Dança no gelo
| Pos.                           | Nome                                      | Nacionalidade    | Pontos | DC1 | DC2 | DO | DL |
| ------------------------------ | ----------------------------------------- | ---------------- | ------ | --- | --- | -- | -- |
| Medalha de ouro                | Pasha Grishuk / Evgeni Platov             | Rússia           | 2.0    | 1   | 1   | 1  | 1  |
| Medalha de prata               | Anjelika Krylova / Oleg Ovsyannikov       | Rússia           | 4.0    | 2   | 2   | 2  | 2  |
| Medalha de bronze              | Shae-Lynn Bourne / Victor Kraatz          | Canadá           | 5.8    | 2   | 3   | 3  | 3  |
| 4                              | Sophie Moniotte / Pascal Lavanchy         | França           | 8.2    | 4   | 5   | 4  | 4  |
| 5                              | Marina Anissina / Gwendal Peizerat        | França           | 8.8    | 5   | 4   | 5  | 5  |
| 6                              | Elizabeth Punsalan / Jerod Swallow        | Estados Unidos   | 12.0   | 6   | 6   | 6  | 6  |
| 7                              | Irina Lobacheva / Ilia Averbukh           | Rússia           | 14.0   | 7   | 7   | 7  | 7  |
| 8                              | Irina Romanova / Igor Yaroshenko          | Ucrânia          | 16.0   | 8   | 8   | 8  | 8  |
| 9                              | Barbara Fusar-Poli / Maurizio Margaglio   | Itália           | 18.8   | 9   | 10  | 10 | 9  |
| 10                             | Margarita Drobiazko / Povilas Vanagas     | Lituânia         | 19.2   | 10  | 9   | 9  | 10 |
| 11                             | Sylwia Nowak / Sebastian Kowlasinski      | Polônia          | 22.4   | 12  | 12  | 11 | 11 |
| 12                             | Kati Winkler / Rene Lohse                 | Alemanha         | 25.2   | 13  | 14  | 13 | 12 |
| 13                             | Katerina Mrazova / Martin Simecek         | República Tcheca | 25.6   | 11  | 11  | 12 | 14 |
| 14                             | Tatiana Navka / Nikolai Morozov           | Bielorrússia     | 26.8   | 14  | 13  | 14 | 13 |
| 15                             | Elizaveta Stekolnikova / Dmitri Kazarlyga | Cazaquistão      | 30.0   | 15  | 15  | 15 | 15 |
| 16                             | Marika Humphreys / Phillip Askew          | Reino Unido      | 32.0   | 16  | 16  | 16 | 16 |
| 17                             | Eve Chalom / Mathew Gates                 | Estados Unidos   | 34.8   | 18  | 17  | 18 | 17 |
| 18                             | Galit Chait / Sergei Sakhanovsky          | Israel           | 35.2   | 17  | 18  | 17 | 18 |
| 19                             | Albena Denkova / Maxim Staviyski          | Bulgária         | 38.2   | 20  | 19  | 19 | 19 |
| 20                             | Chantal Lefebvre / Michel Brunet          | Canadá           | 38.8   | 19  | 20  | 20 | 20 |
| 21                             | Angelika Füring / Bruno Ellinger          | Áustria          | 43.2   | 22  | 23  | 22 | 21 |
| 22                             | Aya Kawai / Hiroshi Tanaka                | Japão            | 44.0   | 21  | 21  | 21 | 23 |
| 23                             | Sarka Vondrkova / Luka Kral               | República Tcheca | 45.2   | 23  | 24  | 23 | 22 |
| 24                             | Jenny Dahlen / Juris Razgulajevs          | Letônia          | 47.6   | 24  | 22  | 24 | 24 |
| Não avançaram para dança livre |                                           |                  |        |     |     |    |    |
| 25                             | Chantal Loyer / Justin Bell               | Austrália        |        | 25  | 25  | 25 |    |
| 26                             | Kristina Kalesnik / Alexander Terentjev   | Estônia          |        | 26  | 27  | 26 |    |
| 27                             | Bianca Szijgyarto / Szilard Toth          | Hungria          |        | 27  | 26  | 27 |    |
| 28                             | Olga Slobodova / Dmitri Beljk             | Uzbequistão      |        | 28  | 29  | 28 |    |
| 29                             | Kornelia Barany / Andre Rosnik            | Hungria          |        | 29  | 29  | 29 |    |
| 30                             | Lucine Chakmakjian / Corey Papaige        | Bélgica          |        | 29  | 28  | 29 |    |

## Quadro de medalhas
| Ordem | País           | Medalha de ouro | Medalha de prata | Medalha de bronze |    | Ordem por total |
| ----- | -------------- | --------------- | ---------------- | ----------------- | -- | --------------- |
| 1     | Rússia         | 1               | 2                | 2                 | 5  | 1               |
| 2     | Estados Unidos | 1               | 2                |                   | 3  | 2               |
| 3     | Canadá         | 1               |                  | 1                 | 2  | 3               |
| 4     | Alemanha       | 1               |                  |                   | 1  | 3               |
| 5     | França         |                 |                  | 1                 | 1  | 3               |
| TOTAL | TOTAL          | 4               | 4                | 4                 | 12 | —               |